# Steven Rooks
Steven Rooks (ur. 7 sierpnia 1960 w Oterleek) – holenderski kolarz szosowy, wicemistrz świata z 1991.

## Kariera
Rooks był jednym z czołowych kolarzy lat '80. Jego kariera zawodowa rozpoczęła się w roku 1982 w drużynie TI Raleigh i zakończyła w 1995 roku w teamie Panasonic. Najlepsze wyniki odnosił w 1988 roku, kiedy wygrał klasyfikację górską Tour de France i ostatecznie zajął drugie miejsce w tym wyścigu, zaraz za Pedro Delgado. W tym też roku uplasował się na 3. miejscu w Rankingu UCI. Na rozgrywanych w 1991 roku mistrzostwach świata w Stuttgarcie zdobył srebrny medal w wyścigu ze startu wspólnego. W zawodach tych wyprzedził go jedynie Włoch Gianni Bugno, a trzecie miejsce zajął Hiszpan Miguel Indurain. Był to jedyny medal wywalczony przez niego na międzynarodowej imprezie tej rangi. Ponadto wygrał między innymi Liège-Bastogne-Liège w 1983 roku, Amstel Gold Race, Grand Prix de Wallonie, Tour de Luxembourg i Vuelta a Andalucía trzy lata później oraz Mistrzostwa Zurychu w 1988 roku. Nigdy nie wystąpił na igrzyskach olimpijskich.

## Osiągnięcia
- Liège-Bastogne-Liège (1983)
- Zwycięstwo etapowe i drugie miejsce w klasyfikacji generalnej Dauphiné Libéré (1985)
- Amstel Gold Race, Grand Prix de Wallonie, Tour de Luxembourg i Vuelta a Andalucía (1986)
- Zwycięstwo etapowe na Tour de Suisse (1987)
- Mistrzostwo Holandii (1987, 1991, 1994)
- Mistrzostwa Zurychu i Trzecie miejsce w Rankingu UCI (1988)
- Zwycięstwo etapowe na Tour de France (1988, 1989)
- Wicemistrzostwo świata (1991)